# دراسات قروسطية

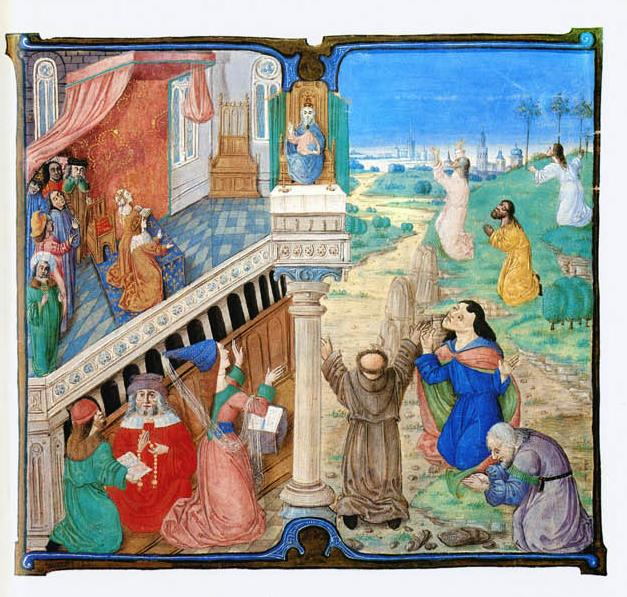

دراسات قروسطية هي دراسة أكاديمية متعددة التخصصات في العصور الوسطى .

## النشأة والتطور
بدأ اعتماد مصطلح «دراسات القروسطية» من قبل الأكاديميين في العقود الافتتاحية للقرن العشرين ، مبدئيًا في عناوين كتب مثل دراسات القرون الوسطى العشر للكاتب جي جي كولتون (1906) ، للتأكيد على نهج كبير متعدد التخصصات لموضوع تاريخي. في الجامعات الأمريكية والأوروبية ، قدم المصطلح هوية متماسكة للمراكز المكونة من أكاديميين من مجموعة متنوعة من التخصصات بما في ذلك علم الآثار وتاريخ الفن والهندسة المعمارية والتاريخ والأدب واللغويات. أصبح معهد دراسات العصور الوسطى في كلية سانت مايكل في جامعة تورنتو أول مركز من هذا النوع في عام 1929 ؛  وهو الآن المعهد البابوي لدراسات العصور الوسطى (PIMS) وجزء من جامعة تورنتو . وسرعان ما تبعه معهد العصور الوسطى بجامعة نوتردام بولاية إنديانا ، الذي تأسس عام 1946 ولكن جذوره تعود إلى تأسيس برنامج دراسات العصور الوسطى في عام 1933. كما هو الحال مع العديد من البرامج المبكرة في المؤسسات الكاثوليكية الرومانية ، استمدت قوتها من إحياء الفلسفة المدرسية في العصور الوسطى من قبل علماء مثل إتيان جيلسون وجاك ماريتين ، وكلاهما قام بزيارات منتظمة إلى الجامعة في ثلاثينيات وأربعينيات القرن العشرين.
وسبق هذه المؤسسات في المملكة المتحدة ، في عام 1927 ، من خلال إنشاء قسم خاص للأنجلوساكسون ، النورسي والسلتيك ، في جامعة كامبريدج . على الرغم من أن الأنجلو سكسونية ، الإسكندنافية ، والسلتيك كانت محدودة جغرافيًا ( للجزر البريطانية والدول الاسكندنافية ) وترتيبًا زمنيًا (معظمها في أوائل العصور الوسطى ) ، فقد روجت لخاصية تعدد التخصصات لدراسات القرون الوسطى وشارك العديد من خريجيها في التطوير اللاحق للعصور الوسطى برامج الدراسات في أماكن أخرى من المملكة المتحدة.

## التطور التاريخي
بدأ مصطلح «العصور الوسطى» في الظهور لأول مرة في كتابة التاريخ باللغة الإنجليزية في أوائل القرن التاسع عشر. كان ينظر إلى مشهد هنري هالام عام 1818 لحالة أوروبا خلال العصور الوسطى على أنه مرحلة رئيسية في الترويج للمصطلح ، إلى جانب محاضرات روسكين عام 1853 حول الهندسة المعمارية . في المقابل ، صاغ المتحدثون باللغة الإنجليزية مصطلح القرون الوسطى في منتصف القرن التاسع عشر.
اتسمت الدراسة الأوروبية لماضي العصور الوسطى في القرن التاسع عشر وأوائل القرن العشرين بالقومية الرومانسية ، حيث سعت الدول القومية الناشئة إلى إضفاء الشرعية على التشكيلات السياسية الجديدة من خلال الادعاء بأنها متجذرة في الماضي البعيد. كان أهم مثال على هذا الاستخدام في العصور الوسطى هو بناء الأمة الذي أحاط بتوحيد ألمانيا . كانت الروايات التي قدمت الدول الأوروبية على أنها أصبحت حديثة من خلال البناء على تراثها في العصور الوسطى ، ولكنها أيضًا تتطور بعد ذلك ، مهمة أيضًا في إضفاء الشرعية على الاستعمار الأوروبي في أماكن أخرى من العالم ، من خلال الإشارة إلى أن المناطق المستعمرة لم تتطور بهذه الطريقة. وأبرز مثال على هذا الجانب من دراسات العصور الوسطى هو الإمبراطورية البريطانية ومستعمراتها السابقة في الأمريكتين. كل من التشابكات القومية والاستعمارية تعني أن دراسة العصور الوسطى في هذه الفترة كان لها دور في ظهور تفوق البيض .
ومع ذلك ، شهد أوائل القرن العشرين أيضًا مناهج جديدة مرتبطة بظهور العلوم الاجتماعية مثل التاريخ الاقتصادي والأنثروبولوجيا.
في أعقاب الحرب العالمية الثانية ، أدى تواطؤ القرون الوسطى في القومية الأوروبية التنافسية إلى تضاؤل كبير في الحماس لدراسات القرون الوسطى داخل الأكاديمية - على الرغم من أن الانتشار القومي للعصور الوسطى لا يزال قائماً وظل قوياً. انخفضت نسبة دراسات القرون الوسطى في أقسام التاريخ واللغة ،  شجع الموظفين على التعاون عبر الأقسام المختلفة. توسع التمويل الحكومي والدعم الجامعي لعلم الآثار ، مما أدى إلى تقديم أدلة جديدة ولكن أيضًا طرق جديدة ووجهات نظر تأديبية وأسئلة بحثية إلى الأمام ؛ ونمو جاذبية تداخل التخصصات. وبناءً على ذلك ، تحولت دراسات العصور الوسطى بشكل متزايد بعيدًا عن إنتاج التواريخ الوطنية ، نحو فسيفساء أكثر تعقيدًا من المناهج الإقليمية التي عملت نحو النطاق الأوروبي ، والتي ارتبطت جزئيًا بأوروبا ما بعد الحرب. مثال من أوج هذه العملية كان مشروع مؤسسة العلوم الأوروبية الكبير The Transformation of the Roman World الذي استمر من 1993 إلى 1998.
وسط هذه العملية، منذ ثمانينيات القرن الماضي وبشكل متزايد ، استجابت دراسات القرون الوسطى بشكل متزايد للأجندات الفكرية التي وضعتها النظرية النقدية والدراسات الثقافية ، مع تحدي التجريبية وفلسفة اللغة من قبل أو تسخيرهما لموضوعات مثل تاريخ الجسم .
في القرن الحادي والعشرين ، أدت العولمة إلى حجج مفادها أن أوربة ما بعد الحرب قد رسخت حدودًا ضيقة للغاية حول دراسات العصور الوسطى ، هذه المرة عند حدود أوروبا ،  مع أيبيريا المسلمة  والمسيحيين الأرثوذكس في الشرق  يُنظر إليه في التأريخ الأوروبي الغربي على أنه ذو صلة متناقضة بدراسات العصور الوسطى. وهكذا بدأت مجموعة من علماء القرون الوسطى العمل على كتابة التواريخ العالمية للعصور الوسطى - بينما يتنقلون ، مع ذلك ، في خطر فرض المصطلحات وجداول الأعمال الأوروبية على بقية العالم.

## مراكز دراسات العصور الوسطى
توجد العديد من المراكز / المراكز لدراسات العصور الوسطى ، عادةً كجزء من جامعة أو منشأة بحثية وتعليمية أخرى. ومن أبرزها:
- مركز دراسات القرون الوسطى ، بانجور بجامعة بانجور ( الموقع الرسمي )
- مركز دراسات العصور الوسطى ، بيرغن في جامعة بيرغن ( الموقع الرسمي )
- مركز دراسات القرون الوسطى ، بريستول في جامعة بريستول ( الموقع الرسمي )
- قسم دراسات القرون الوسطى ، CEU في جامعة أوروبا الوسطى ( الموقع الرسمي )
- مركز دراسات القرون الوسطى ، إكستر في جامعة إكستر ( الموقع الرسمي )
- مركز دراسات القرون الوسطى ، فوردهام في جامعة فوردهام ( الموقع الرسمي )
- مركز دراسات العصور الوسطى ، فرايبورغ في جامعة فرايبورغ ( الموقع الرسمي )
- مركز الدراسات القديمة والعصور الوسطى المتأخرة ، أو CLAMS ، في King's College London ( الموقع الرسمي نسخة محفوظة 3 سبتمبر 2014 على موقع واي باك مشين. )
- معهد دراسات القرون الوسطى ، ليدز بجامعة ليدز ( الموقع الرسمي )
- مركز ليفربول لدراسات العصور الوسطى وعصر النهضة بجامعة ليفربول ( الموقع الرسمي )
- مركز الدراسات الطبية في مونبلييه أو مركز دراسات القرون الوسطى في جامعة مونبلييه ( الموقع الرسمي )
- مركز دراسات العصور الوسطى ، مينيسوتا في جامعة مينيسوتا ( الموقع الرسمي )
- معهد العصور الوسطى ، نوتردام بجامعة نوتردام ( الموقع الرسمي )
- The Laboratoire de médiévistique occidentale de Paris أو مختبر باريس لدراسات العصور الوسطى الغربية في جامعة بانثيون سوربون ( الموقع الرسمي )
- مركز دراسات القرون الوسطى ، بنسلفانيا في جامعة ولاية بنسلفانيا ( الموقع الرسمي )
- مركز الدراسات العليا للحضارة المتوسطة أو مركز الدراسات المتقدمة في حضارة القرون الوسطى في جامعة بواتييه ( الموقع الرسمي )
- مركز دراسات القرون الوسطى ، براغ في جامعة تشارلز في براغ والأكاديمية التشيكية للعلوم ( الموقع الرسمي )
- مركز الدراسات العليا في القرون الوسطى ، القراءة بجامعة ريدينغ ( الموقع الرسمي )
- معهد دراسات القرون الوسطى ، لشبونة بجامعة نوفا في لشبونة ( الموقع الرسمي )
- مركز دراسات القرون الوسطى ، سيدني في جامعة سيدني ( الموقع الرسمي )
- مركز دراسات القرون الوسطى ، تورنتو في جامعة تورنتو ( الموقع الرسمي )
- المعهد البابوي لدراسات العصور الوسطى بجامعة تورنتو ( الموقع الرسمي )
- مركز أوتريخت لدراسات العصور الوسطى بجامعة أوتريخت ( الموقع الرسمي )
- مركز دراسات القرون الوسطى ، يورك في جامعة يورك ( الموقع الرسمي )
- معهد القرون الوسطى في جامعة ويسترن ميشيغان ( الموقع الرسمي )
- مركز دراسات العصور الوسطى والبيزنطية بالجامعة الكاثوليكية الأمريكية ( الموقع الرسمي )
- The Centre d'études Médiévales، Montréal à l ' جامعة مونتريال ( الموقع الرسمي )
- مركز أبحاث تاريخ العصور الوسطى في كلية ترينيتي ، دبلن ( الموقع الرسمي )
- مركز توركو لدراسات العصور الوسطى والحديثة المبكرة بجامعة توركو ( الموقع الرسمي )
- مركز دراسات القرون الوسطى بجامعة تالين ( الموقع الرسمي )
- مركز دراسات القرون الوسطى بجامعة بوخارست ( الموقع الرسمي )

## روابط خارجية
- أكاديمية القرون الوسطى الأمريكية
- مراجعة القرون الوسطى
- روابط دراسات القرون الوسطى من صوت المكوك
- مشاريع دراسات القرون الوسطى من الأكاديمية البريطانية
- بروزوبوغرافيا إنجلترا الأنجلوسكسونية
- دراسات القرون الوسطى